# أندرياس فون بولوف
أندرياس فون بولوف (بالألمانية: Andreas von Bülow)‏ (من مواليد 17 يوليو 1937 في درسدن) هو سياسي وكاتب ألماني حاصل على درجة الدكتوراه في الفقه. وهو عضو الحزب الديمقراطي حيث كان نائبًا فدراليًا لباين-فورتمبرغ في البرلمان الألماني من عام 1969 إلى عام 1994، شارك في لجنة التدقيق البرلماني، التي تشرف على أنشطة أجهزة الاستخبارات الفيدرالية. كما شغل منصب وزير الدولة السابق في وزارة الدفاع الاتحادية الألمانية بين عامي 1976 و1980 ثم وزير الأبحاث الاتحادية للسنتين القادمتين. كما كان جزءًا من شبكة فولتير
بعد تقاعده من المعترك السياسي، ألف بولوف العديد من الكتب المثيرة للجدل حول وكالات الاستخبارات أبرزها كتاب السي آي ايه و 11 سبتمبر والإرهاب العالمي ودور أجهزة الاستخبارات الذي يستحضر بوضوح المؤامرة الأمريكية لهجمات 11 سبتمبر وكتاب باسم الدولة السي آي ايه، بي ان دي والمكائد الجنائية للخدمات السرية الذي يشير إلى المؤامرات الإجرامية المخطط لها من قبل السي آي ايه والموساد وبي ان دي.

## نظريات المؤامرة

### وكالات الاستخبارات
في عام 1998، نشر كتاب باسم الدولة السي آي ايه، بي ان دي والمكائد الجنائية للخدمات السرية. والذي ناقش من خلاله الممارسات الإجرامية لمختلف الوكالة المخابراتية من السي آي ايه والموساد وبي ان دي. ويعزو الكتاب العديد من العمليات الغامضة أو الوفيات إلى الخدمة الأمريكية، بما في ذلك محاولة اغتيال يوحنا بولس الثاني في 13 مايو 1981 على يد محمد علي أغجا أو وفاة أوف بارشل، الوزير الرئيس السابق لولاية شلسفيغ هولشتاين الذي انتحر في جنيف حسب الرواية الرسمية. كما أنه يؤمن بنظرية مفاجأة أكتوبر والتي تقضي بأن فريق حملة رونالد ريغان لعام 1980 تفاوض مع آية الله الخميني لتأخير إطلاق سراح الرهائن الأمريكيين المحتجزين في سفارة طهران.

### هجمات 11 سبتمبر 2001
في عام 2002 نشر بولوف كتابه المثير للجدل السي آي ايه و 11 سبتمبر والإرهاب العالمي ودور أجهزة الاستخبارات والذي عزا فيه هجمات 11 سبتمبر 2001 إلى مؤامرة داخلية مدبرة من قبل الولايات المتحدة. في عام 2005، شارك في مؤتمر «مكافحة الامبريالية» الذي نظمته شبكة فولتير، ومؤتمر حركة الحقيقة لهجمات 9/11..

## حياته الخاصة
متزوج وله أربعة أبناء

## روابط خارجية
- أندرياس فون بولوف على موقع IMDb (الإنجليزية)
- أندرياس فون بولوف على موقع مونزينجر (الألمانية)
- أندرياس فون بولوف على موقع ميوزك برينز (الإنجليزية)
- أندرياس فون بولوف على موقع ديسكوغز (الإنجليزية)